# Makonaima
Makonaima is een geslacht van halfvleugeligen uit de familie schuimcicaden (Cercopidae). De wetenschappelijke naam van dit geslacht is voor het eerst geldig gepubliceerd in 1909 door Distant.

## Soorten
Het geslacht Makonaima omvat de volgende soorten:
- Makonaima lucifera (Jacobi, 1908)
- Makonaima rivularis Distant, 1909